# Місіонер (фільм)
Місіонер (англ. Missionary Man) — американський бойовик 2007 року.

## Сюжет
Таємничий незнайомець приїжджає в місто на мотоциклі. Все, що у нього з собою є, це біблія і бажання відновити справедливість. Бажаючи помститися за минулу несправедливість до нього, він звільняє маленьке місто від зловмисного гнобителя.

## У ролях
| Актор                   | Роль        |
| ----------------------- | ----------- |
| Дольф Лундгрен          | Райдер      |
| Катері Волкер           | Ненсі       |
| Челсі Рікеттс           | Кіова       |
| Меттью Томпкинс         | Джон Рено   |
| Джон Д. Монтойя         | Джуніор     |
| Джеймс Чалк             | шериф Акома |
| Джон Інос III           | Жарф        |
| Лоуренс Варнадо         | Гомес       |
| Чарльз Соломон молодший | Мерфі       |
| Джонні Крус             | Біллі       |
| Аугуст Шелленберг       | Білий Олень |